# Godey's Lady's Book

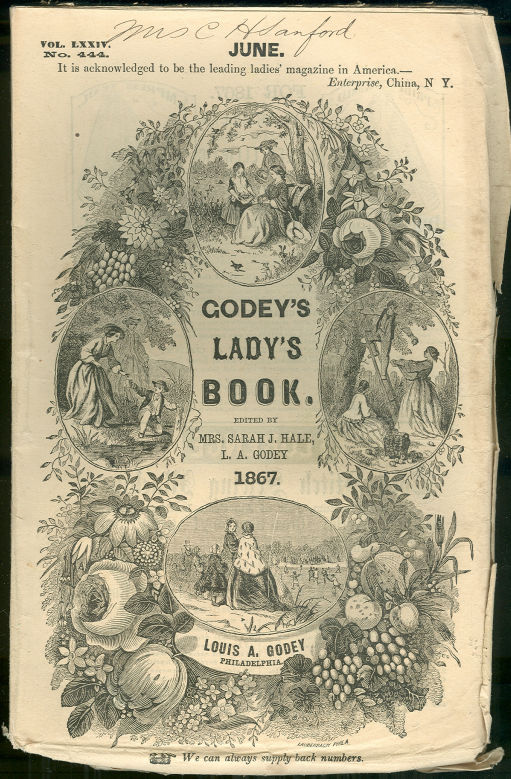
Coperta ediției din iunie 1867

Godey's Lady's Book, cunoscută alternativ sub numele de Godey's Magazine and Lady's Book, a fost o revistă din Statele Unite ale Americii, care a fost publicată la Philadelphia. Ea a fost cea mai răspândită revistă în perioada de dinaintea Războiului Civil. Tirajul ei a crescut de la 70.000 de exemplare în 1840 la 150.000 de exemplare în 1860. În 1860 Godey's se considera "regina revistelor lunare".

## Prezentare generală
Revista a fost publicată de Louis A. Godey din Philadelphia timp de 48 de ani (1830-1878). Godey dorea să profite de popularitatea cărților cadou, dintre care multe erau comercializate în mod special pentru femei. Fiecare număr conținea poezii, articole și gravuri create de renumiți scriitori și alți artiști ai timpului. Sarah Josepha Hale (autoare a poeziei „Mary Had a Little Lamb”) a fost redactorul ei din 1837 până în 1877 și a publicat numai manuscrise americane originale. Deși revista era citită și conținea articole scrise atât de bărbați, cât și de femei, Hale a publicat trei numere speciale, care au inclus doar creații realizate de femei.
Când Hale a început să lucreze la Godey's, revista avea un tiraj de zece mii de abonați. Doi ani mai târziu, acesta crescuse la 40.000 și prin 1860 avea 150.000 de abonați.

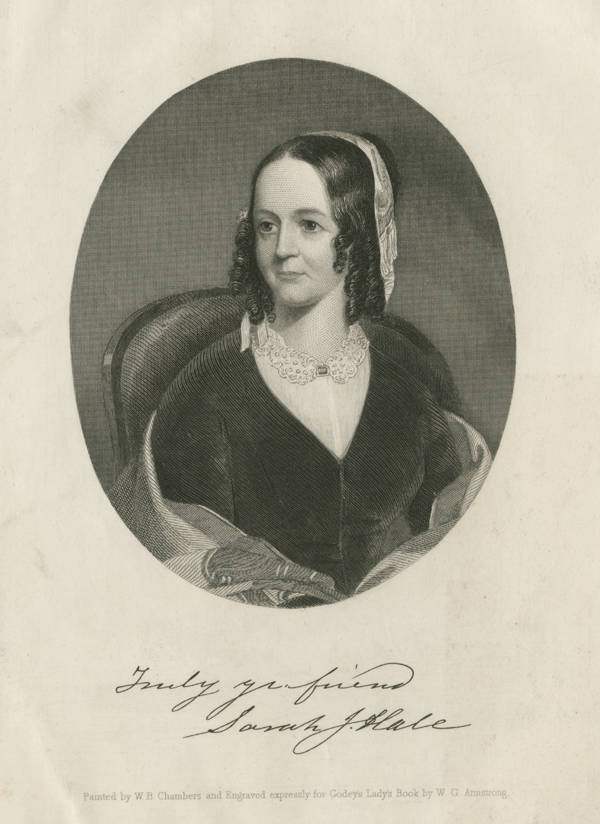
Redactorul Godey's Lady's Book, Sarah J. Hale.

În 1845 Louis Godey a înregistrat drept de autor pentru fiecare număr al revistei în scopul de a preveni preluarea textelor de către redactorii altor ziare și reviste. Această inițiativă, o premieră în America, a fost criticată de către redactorii de la Baltimore Saturday Visiter. Ei au numit-o un „curs strict egoist” și au spus că Godey va „regreta amarnic”.
Revista a fost scumpă; abonații plăteau 3 dolari pe an (prin comparație, Saturday Evening Post avea abonamente de doar 2 dolari pe an). Chiar și așa, ea a fost cea mai populară revistă de la vremea sa. Sub redacția lui Hale, numărul de abonați la Godey's a ajuns la 150.000. Hale a profitat de rolul ei și a devenit influentă ca arbitru al gustului american. Ea a folosit o parte din influența ei pentru a sprijini mai multe cauze pentru femei. De exemplu, ea a creat începând din 1852 o secțiune regulată denumită "Locuri de muncă pentru femei" pentru a discuta despre angajarea femeilor în câmpul muncii.
În general, lui Godey i-a displăcut să discuta probleme politice sau subiecte controversate în revista sa. În anii 1850, el a destituit-o pe Sara Jane Lippincott („Grace Greenwood”) din funcția de redactor adjunct pentru că a denunțat sclavia în National Era. Lippincott l-a denunțat public pe Godey, iar acesta și-a retractat decizia ulterior. Cu toate acestea, el a interzis revistei să ia o poziție în timpul Războiului Civil American. În fapt, în timpul războiului, revista nu a prezentat nicio informație de acest fel, iar cititorii au căutat în altă parte informații legate de război. În această perioadă, Godey's a pierdut aproximativ o treime din abonații săi.
Godey a vândut revista în 1877 lui John Hill Seyes Haulenbeek  înainte de moartea sa în 1878. Revista și-a încetat apariția odată cu moartea lui Haulenbeek în 1878.

## Conținut

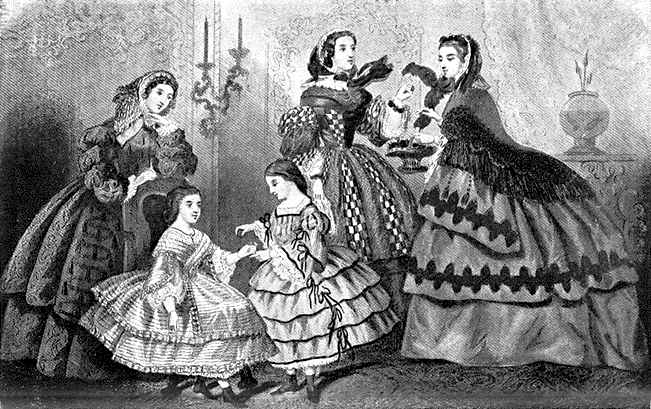
O ilustrație de modă din 1859 din Godey's Lady's Book prezintă moda rochiilor cu crinolină

Revista este cel mai bine cunoscută pentru ilustrațiile de modă realizate de mână care se aflau la începutul fiecărui număr, care oferă un record de progresie a femei rochie. Editorul Louis Godey s-a lăudat că, în 1859, l-a costat 105.200 de dolari să producă Lady's Book, iar colorarea ilustrațiilor costa 8.000 de dolari. Aproape fiecare număr a inclus, de asemenea, o ilustrație și un model cu măsurători pentru un articol de îmbrăcăminte ce putea fi cusut la domiciliu. Conținea și o foaie cu partituri muzicale pentru pian ale celor mai recente valsuri sau polci.
Edgar Allan Poe a publicat în Godey's una dintre primele sale povestiri intitulată „The Visionary” (redenumită mai târziu „The Assignation”) în 1834. A publicat apoi mai multe alte creații literare: „Poveste din Munții Colțuroși” (aprilie 1844), „Lada dreptunghiulară” (septembrie 1844), „Tu ești ucigașul!” (noiembrie 1844) și „Balerca de Amontillado” (1846). Alți colaboratori ai revistei au fost Nathaniel Hawthorne, Oliver Wendell Holmes, Washington Irving, James Kirk Paulding, William Gilmore Simms, Nathaniel Parker Willis și Frances Hodgson Burnett.

## Influență

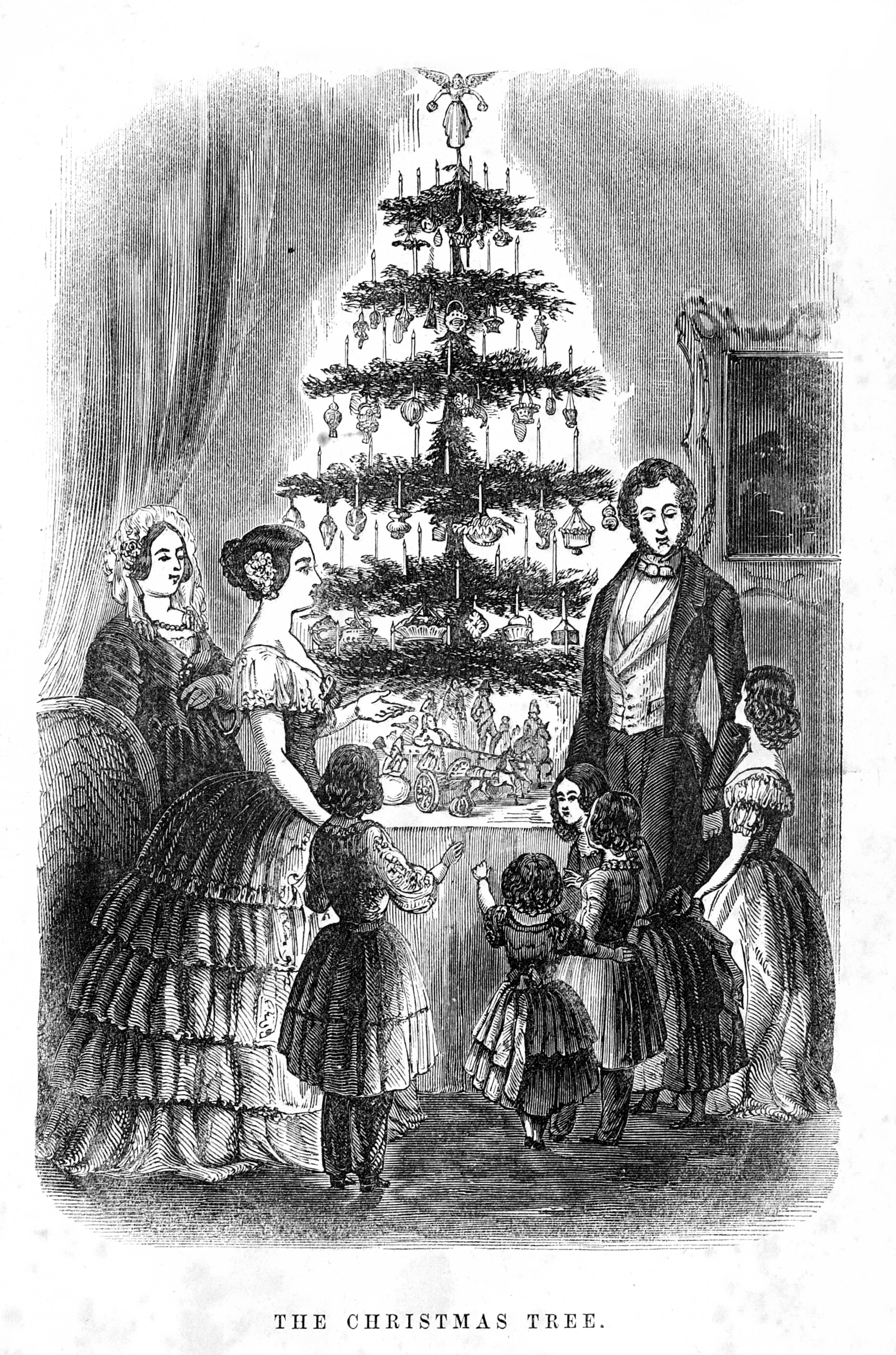
Pomul de Crăciun al reginei Victoria la Castelul Windsor în 1848, adaptare pentru Godey's Lady's Book, decembrie 1850

Redactorul Sarah Hale a promovat-o pe regina Victoria ca model de feminitate, de moralitate și de intelect, iar Godey's a angajat-o pe d-na Lydia H. Sigourney să raporteze cu privire la activitățile regale din Londra. Tradiția nunții albe este atribuită de obicei alegerii reginei Victoria de a purta o rochie de mireasă albă, la nunta ei cu prințul Albert în 1840. Cum femeile americane au decis să urmeze stilul vestimentar al tinerei regine, la mai puțin de un deceniu după nunta ei Godey's a scris: „Tradiția a decis, din epocile cele mai timpurii, că albul este cea mai potrivită nuanță, oricare ar fi materialul. Este un simbol al purității și al inocenței copilăriei și al inimii neîntinate pe care ea i-o cedează celui ales”.
O gravură în lemn a familiei regale britanice cu bradul ei la Castelul Windsor a fost copiată în Godey's de sărbătoarea Crăciunului anului 1850. Gravura s-a bazat pe o imagine a reginei Victoria și a pomului ei de Crăciun publicată anterior în Illustrated London News, în decembrie 1848. Versiunea Godey's a eliminat tiara Victoriei și mustața prințului Albert pentru a transforma gravura într-o scenă americană. Aceasta a fost prima imagine care a circulat pe scară largă a unui pom de Crăciun împodobit în America, iar istoricul de artă Karal Ann Marling a numit pomul în jurul căruia se aflau prințul Albert și regina Victoria goliți de gătelile lor regale „primul pom de Crăciun influent din America”. Istoricul cultural Alfred Shoemaker a rezumat că „în toată America nu era un mediu mai important pentru răspândirea pomului de Crăciun în deceniul 1850-60 decât Godey's Lady's Book”. Imaginea a fost retipărită în anul 1860 și, prin anii 1870, amplasarea în locuință a unui pom de Crăciun a devenit un obicei comun în Statele Unite ale Americii.
În calitate de redactor, Sarah Hale a folosit, de asemenea, spațiul său editorial și influența ei pentru a pleda pentru stabilirea unei sărbători naționale a Zilei Recunoștinței. Hale a prezentat o serie de articole atrăgătoare în revistă, oferind descrieri și rețete de produse alimentare considerate acum „tipice” de Ziua Recunoștinței, cum ar fi curcani prăjit, umplutură de cimbru și plăcinte cu dovleac. În 1858, Hale a trimis o petiție președintelui Statelor Unite prin care i-a solicitat să declare Ziua Recunoștinței ca sărbătoare națională.